# Lux Aeterna (Реквієм за мрією)
Lux Aeterna (лат. Lux Æterna; «вічне світло») — оркестрова композиція, написана Клінтом Манселлом і виконана ансамблем Kronos Quartet, лейтмотив фільму «Реквієм за мрією».

## Використання пісні
Популярність композиції призвела до її подальшого використання в масовій культурі, як у трейлерах фільмів «Пекло», «Пробуджуючи Медісон». Lux Aeterna також була використана у прем'єрному епізоді другого сезону (2010 рік) серіалу «Морська Поліція: Лос Анджелес». Також композиція була ре-оркестрована для трейлеру фільму «Володар Перснів: Дві вежі».

## Оркестрована версія
Оркестрована версія стала доступною, як частина альбому «Requiem for a Tower» від Corner Stone Cues.